# Pseudohydrosme
Pseudohydrosme é um género botânico pertencente à família Araceae.